# Alexandros Schinas
Alexandros Schinas (in greco Αλέξανδρος Σχινάς?; Serres, 1870 – Salonicco, 6 maggio 1913) è stato un anarchico greco, che il 18 marzo 1913 uccise il re Giorgio I di Grecia (1863-1913) con un colpo di pistola a bruciapelo nelle strade di Salonicco.
Schinas venne arrestato subito dopo l'omicidio.
Il 6 maggio si suicidò gettandosi da una finestra della gendarmeria di Salonicco dove era tenuto in custodia.